# Macromastus marginandus
Macromastus marginandus är en mångfotingart som beskrevs av Loomis och Schmitt 1971. Macromastus marginandus ingår i släktet Macromastus och familjen Conotylidae. Inga underarter finns listade i Catalogue of Life.